# Puebla de los Ángeles
Puebla de los Ángeles (fondat ca Puebla de Zaragoza), dar adesea numit doar Puebla, Puebla sau Puebla, este un oraș din Mexic, capitala statului omonim, Puebla și sediul municipalității cu nume omonim, Puebla. Orașul, fondat în 1531 și situat la o altitudine de peste 2.100 metri, este cea de-a patra aglomerare urbană a Mexicului având peste 1,5 milioane locuitori în limitele orașului, respectiv peste 2,7 milioane în zona sa metropolitană.

## Geografie

### Clima
| Date climatice pentru Puebla, Mexico (1951–2010)          | Date climatice pentru Puebla, Mexico (1951–2010) | Date climatice pentru Puebla, Mexico (1951–2010) | Date climatice pentru Puebla, Mexico (1951–2010) | Date climatice pentru Puebla, Mexico (1951–2010) | Date climatice pentru Puebla, Mexico (1951–2010) | Date climatice pentru Puebla, Mexico (1951–2010) | Date climatice pentru Puebla, Mexico (1951–2010) | Date climatice pentru Puebla, Mexico (1951–2010) | Date climatice pentru Puebla, Mexico (1951–2010) | Date climatice pentru Puebla, Mexico (1951–2010) | Date climatice pentru Puebla, Mexico (1951–2010) | Date climatice pentru Puebla, Mexico (1951–2010) | Date climatice pentru Puebla, Mexico (1951–2010) |
| Luna                                                      | Ian                                              | Feb                                              | Mar                                              | Apr                                              | Mai                                              | Iun                                              | Iul                                              | Aug                                              | Sep                                              | Oct                                              | Nov                                              | Dec                                              | Anual                                            |
| --------------------------------------------------------- | ------------------------------------------------ | ------------------------------------------------ | ------------------------------------------------ | ------------------------------------------------ | ------------------------------------------------ | ------------------------------------------------ | ------------------------------------------------ | ------------------------------------------------ | ------------------------------------------------ | ------------------------------------------------ | ------------------------------------------------ | ------------------------------------------------ | ------------------------------------------------ |
| Maxima medie °C (°F)                                      | 23.0 (73,4)                                      | 24.0 (75,2)                                      | 25.9 (78,6)                                      | 27.5 (81,5)                                      | 27.9 (82,2)                                      | 26.3 (79,3)                                      | 25.3 (77,5)                                      | 25.3 (77,5)                                      | 24.8 (76,6)                                      | 24.8 (76,6)                                      | 24.4 (75,9)                                      | 23.6 (74,5)                                      | 25,2 (77,4)                                      |
| Media zilnică °C (°F)                                     | 13.9 (57)                                        | 15.1 (59,2)                                      | 17.1 (62,8)                                      | 19.0 (66,2)                                      | 19.8 (67,6)                                      | 19.4 (66,9)                                      | 18.4 (65,1)                                      | 18.4 (65,1)                                      | 18.2 (64,8)                                      | 17.3 (63,1)                                      | 15.8 (60,4)                                      | 14.5 (58,1)                                      | 17,2 (63)                                        |
| Minima medie °C (°F)                                      | 4.9 (40,8)                                       | 6.2 (43,2)                                       | 8.4 (47,1)                                       | 10.5 (50,9)                                      | 11.7 (53,1)                                      | 12.5 (54,5)                                      | 11.6 (52,9)                                      | 11.5 (52,7)                                      | 11.5 (52,7)                                      | 9.9 (49,8)                                       | 7.3 (45,1)                                       | 5.5 (41,9)                                       | 9,3 (48,7)                                       |
| Minima istorică °C (°F)                                   | −5.5 (22,1)                                      | −1.5 (29,3)                                      | −2 (28,4)                                        | 1.0 (33,8)                                       | 5.0 (41)                                         | 5.0 (41)                                         | 4.0 (39,2)                                       | 4.5 (40,1)                                       | 0.0 (32)                                         | 2.0 (35,6)                                       | −4.5 (23,9)                                      | −6 (21,2)                                        | −5,5 (22,1)                                      |
| Ploaie mm (inches)                                        | 11.5 (0.453)                                     | 7.1 (0.28)                                       | 9.5 (0.374)                                      | 28.7 (1.13)                                      | 84.0 (3.307)                                     | 194.6 (7.661)                                    | 156.6 (6.165)                                    | 167.5 (6.594)                                    | 197.7 (7.783)                                    | 80.4 (3.165)                                     | 18.3 (0.72)                                      | 5.3 (0.209)                                      | 961,2 (37,843)                                   |
| Umiditate [%]                                             | 53                                               | 48                                               | 50                                               | 57                                               | 66                                               | 69                                               | 68                                               | 71                                               | 66                                               | 62                                               | 62                                               | 56                                               | 61                                               |
| Nr. mediu de zile ploioase (≥ 0.1 mm)                     | 1.5                                              | 1.6                                              | 2.5                                              | 6.2                                              | 12.7                                             | 18.2                                             | 17.7                                             | 18.0                                             | 18.8                                             | 10.1                                             | 3.1                                              | 1.3                                              | 111,7                                            |
| Ore însorite                                              | 241.4                                            | 237.8                                            | 258.7                                            | 240.9                                            | 233.1                                            | 196.3                                            | 191.3                                            | 217.8                                            | 172.2                                            | 218.9                                            | 218.9                                            | 229.0                                            | 2.656,3                                          |
| Sursa nr. 1: Servicio Meteorologico Nacional, Weatherbase |                                                  |                                                  |                                                  |                                                  |                                                  |                                                  |                                                  |                                                  |                                                  |                                                  |                                                  |                                                  |                                                  |
| Sursa nr. 2: Colegio de Postgraduados (humidity and sun)  |                                                  |                                                  |                                                  |                                                  |                                                  |                                                  |                                                  |                                                  |                                                  |                                                  |                                                  |                                                  |                                                  |